# Panelus imitator
Panelus imitator là một loài bọ cánh cứng trong họ Bọ hung (Scarabaeidae).